# Église Sainte-Eugénie d'Ortaffa
Pour les articles homonymes, voir Sainte Eugénie et Église Sainte-Eugénie.
L'église Sainte-Eugénie d'Ortaffa est une église romane, remaniée postérieurement, située à Ortaffa, dans le département français des Pyrénées-Orientales.

## Description
Sa construction remonte vraisemblablement au XIIe siècle, et elle présente d'importants éléments d'architecture romane : fenêtre en plein cintre sur la façade ouest, dominée par un clocher-mur, et une abside semi-circulaire ornée de grands arcs aveugles. Elle se dresse à côté du cimetière, sur une petite colline dominant le village et faisant face au château.
L'extérieur de l'abside, élément architectural remarquable de l'édifice, a été inscrit à l'inventaire en 1964.

## Photographies

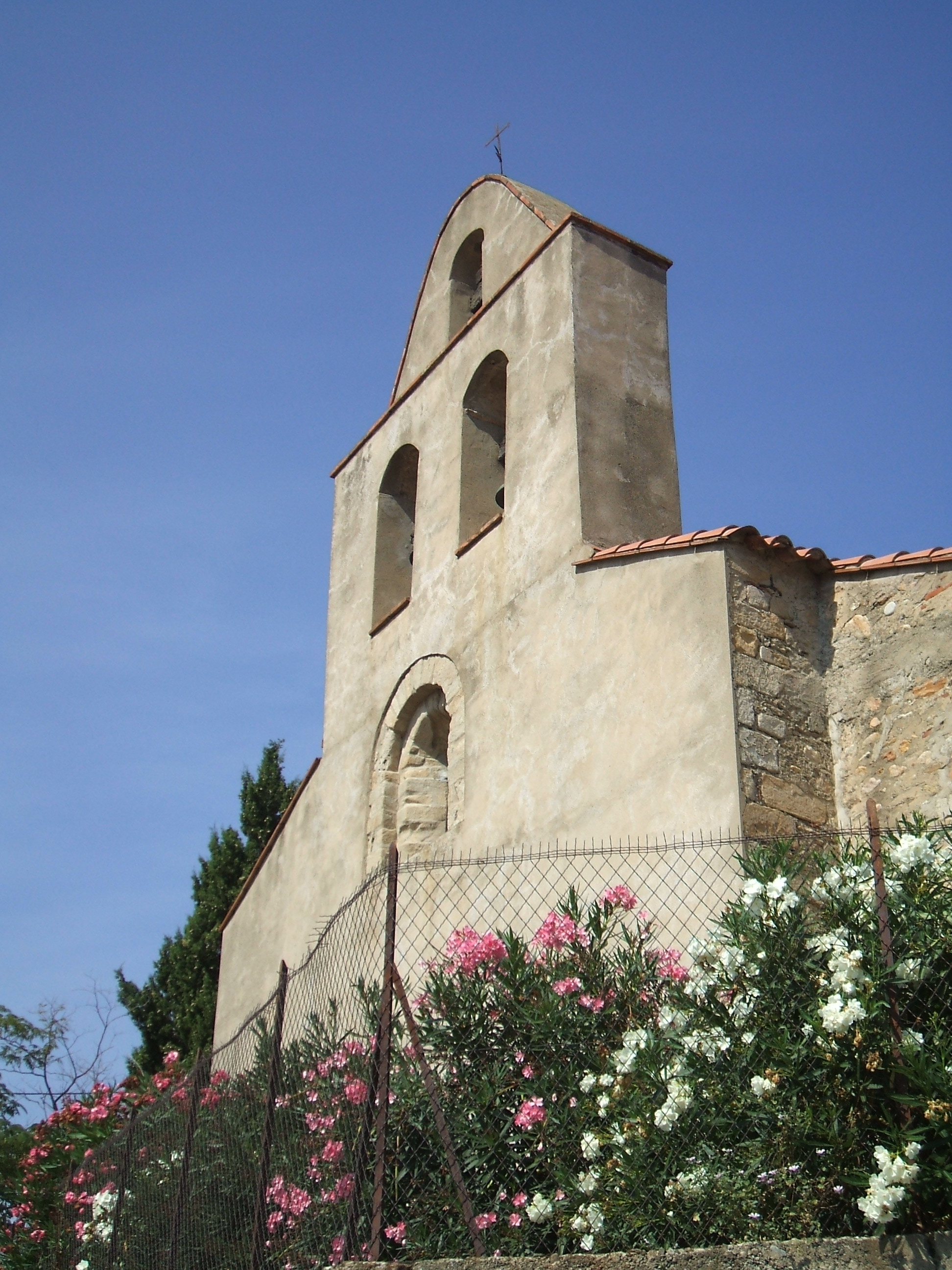
Façade ouest
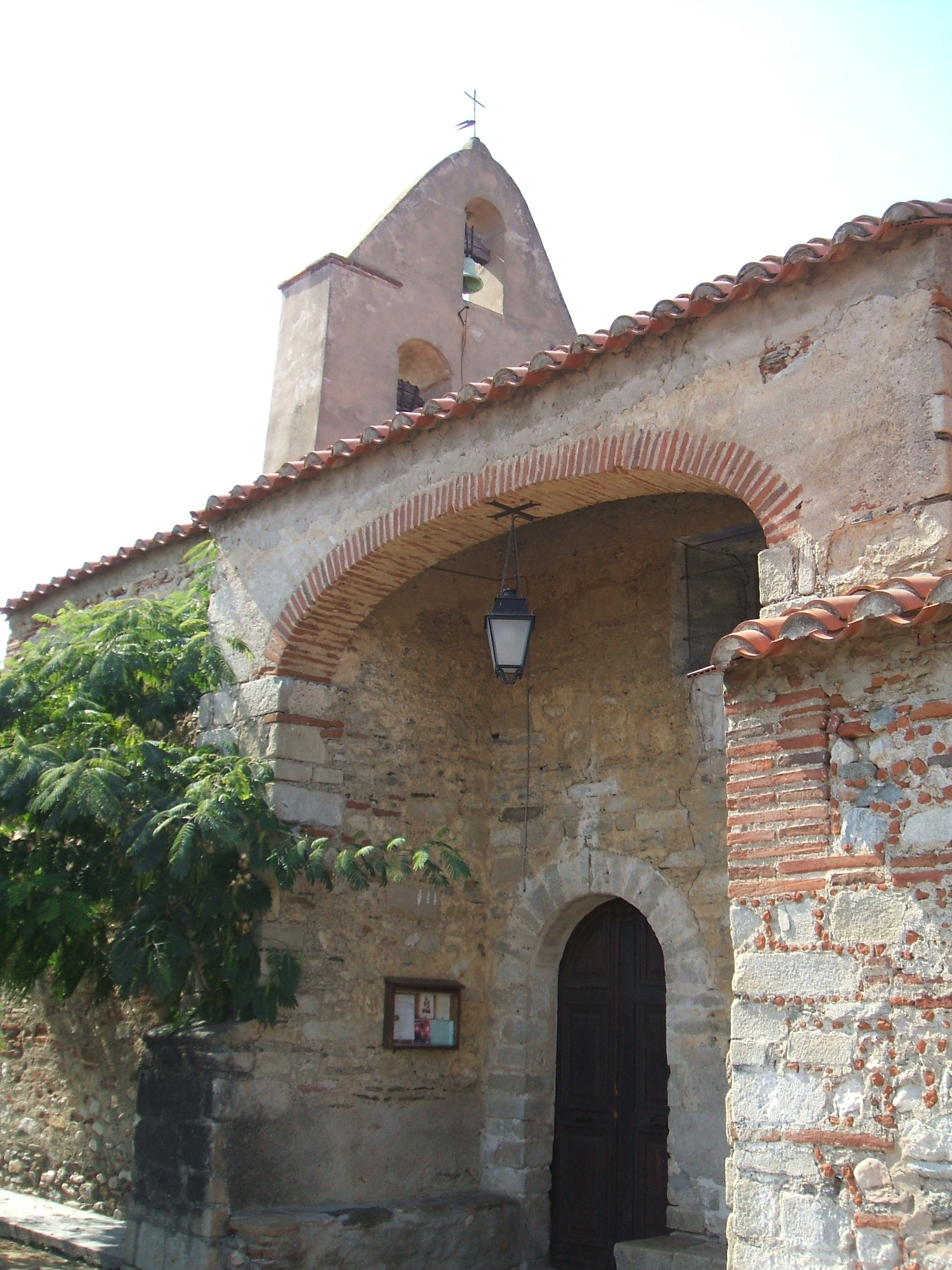
Porche